# クロード・ピロン

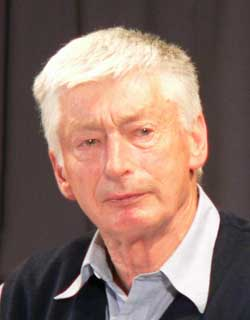
2005年、フランスのブローニュ＝シュル＝メールで行われたエスペラント大会に出席したクロード・ピロン

クロード・ピロン (Claude Piron, 1931年 - 2008年1月22日)はスイスに住んでいたベルギー人で、言語学者で心理学者。1956年から1961年まで国際連合で英語、中国語、ロシア語、スペイン語の翻訳者として活躍した。国連を離れた後は世界保健機関の仕事で世界中で活躍した。
国連での活躍の後、エスペラントを使って、日本、中国、ウズベキスタン、カザフスタン、アフリカ、南米、ヨーロッパの国々など世界中を旅した。またサンフランシスコ州立大学でエスペラントを教えた。
エスペラント学士院の会員を務め、世界エスペラント協会の名誉会員に選ばれた。
ピロンはジュネーヴ大学で心理学と心理療法を1973年から1994年まで教えた。彼の出したフランス語の本Le défi des langues - Du gâchis au bon sens(言語の挑戦 - 混乱から健康な思慮へ)(パリ:L'Harmattan, 1994)は国際交流の精神分析について扱った。 ポルトガル語版は O desafio das linguas (Campinas, SP, Brazilo: Pontes).
ピロンの著作は教科書、長編小説、詩、研究書など多岐にわたった。彼の最も有名な作品はGerda Malaperisと『良い言語』(La Bona Lingvo)である。彼はJohán Valanoというペンネームでも著している。
Gerda Malaperisはエスペラントの教科書をかねている短編小説で、インターネットのエスペラント講習会でも使われている。
La Bona Lingvo(良い言語)は基礎的な言語学とエスペラントのコミュニティーについて扱っている。その中で彼は、ヨーロッパ言語からの不必要な新語の導入に反対し、想像力を活用し基礎語彙を組み合わせて単語を造る造語法を推奨した。彼は自分自身を表現する十分な語彙を学習する場合、エスペラントは他のどんな言語よりも容易だと紹介した。
ピロンは複数の言語から歌を翻訳し、それを紹介するためにギターをよく持参した。1982年にその歌を吹き込んだカセットテープ"Frandu Piron"をLF-koopから売り出した。